# Sławomir Słoma
Sławomir Słoma, wł. Stanisław Słoma (ur. 7 stycznia 1946 w Mirocinie) – polski duchowny katolicki, dominikanin, duszpasterz akademicki, a także środowiska gdańskich artystów i dziennikarzy przy kościele św. Mikołaja. W dniu wybuchu strajku w Stoczni Gdańskiej w 1981 r. odprawił Mszę św. na ludzkich rękach przed bramą Stoczni. W uznaniu zasług dla idei Wolnej i Solidarnej Polski otrzymał Medal 25 rocznicy Podpisania Porozumień Sierpniowych od prezydenta Gdańska Pawła Adamowicza (2005). Za szczególne zasługi w przywracaniu niepodległości Polski odznaczony przez prezydenta Lecha Kaczyńskiego Krzyżem Komandorskim Orderu Odrodzenia Polski (2009). Awansowany na stopień podporucznika przez prezydenta Andrzeja Dudę (2016).

## Życiorys

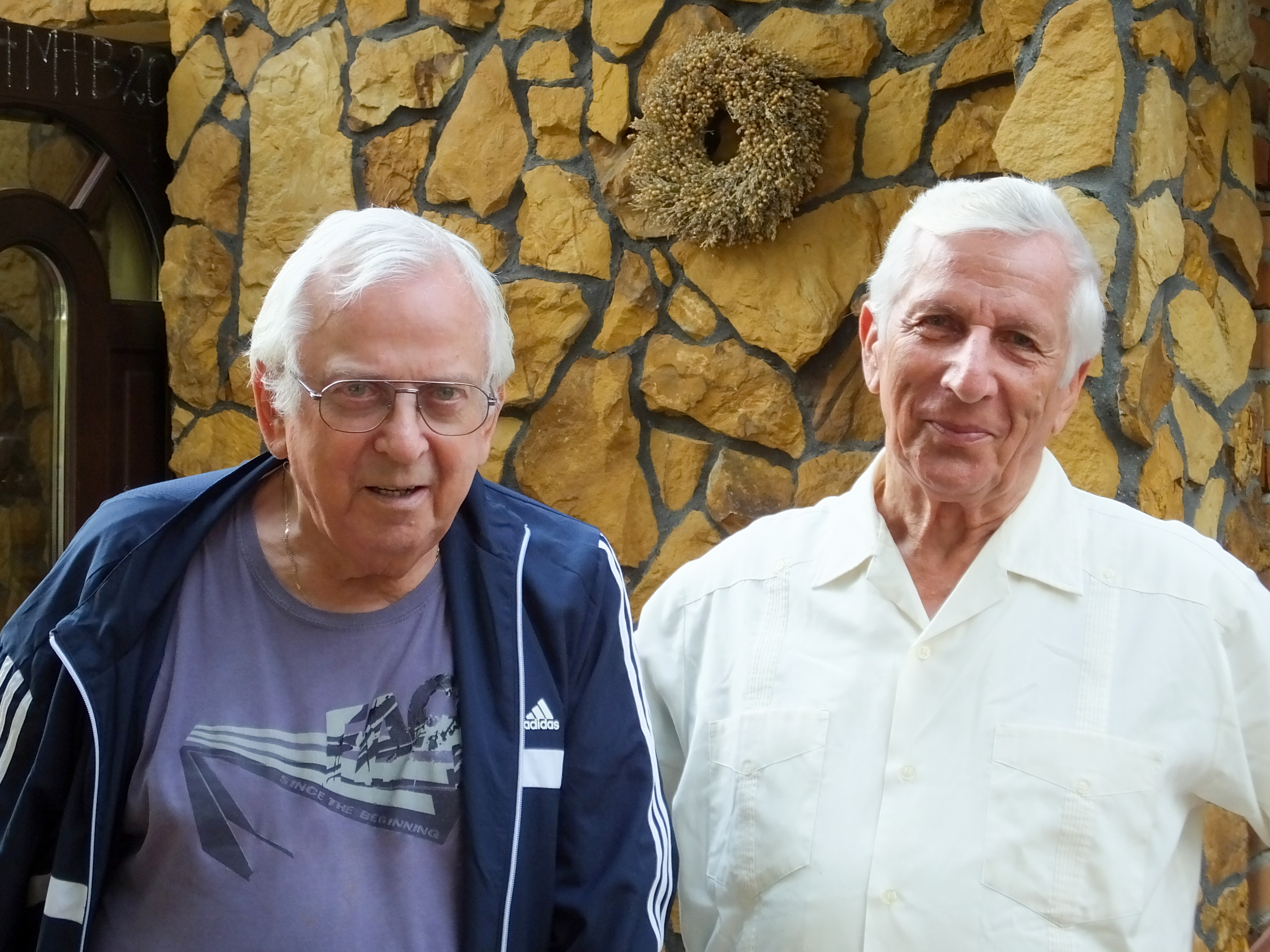
o. Sławomir ze swoim bratem, ks. Henrykiem, misjonarzem z Paragwaju i Dominikany przed domem rodzinnym w Mirocinie (17.08.2022)

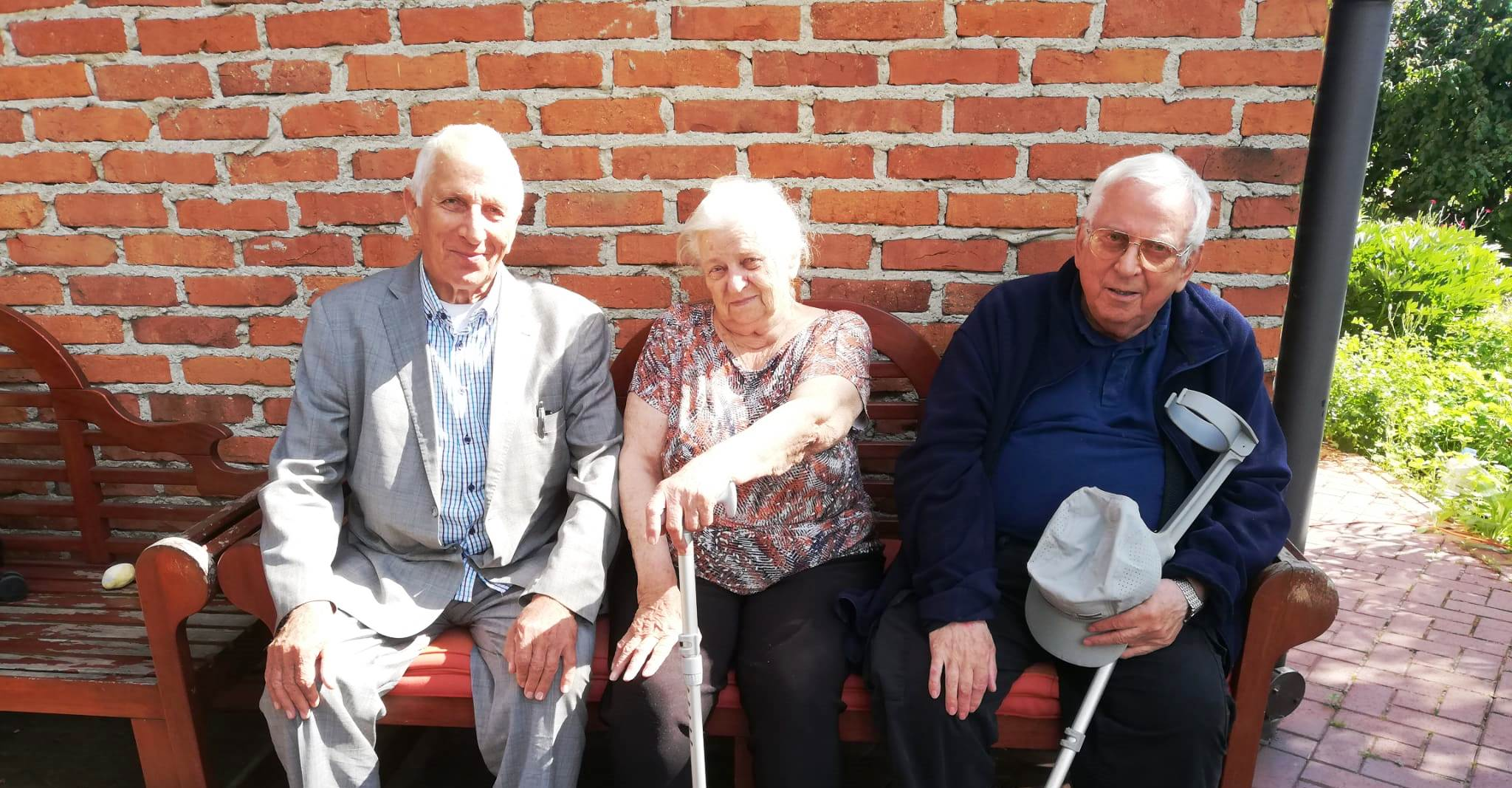
o. Sławomir ze swoim rodzeństwem przed domem rodzinnym w Mirocinie (17.06.2024)

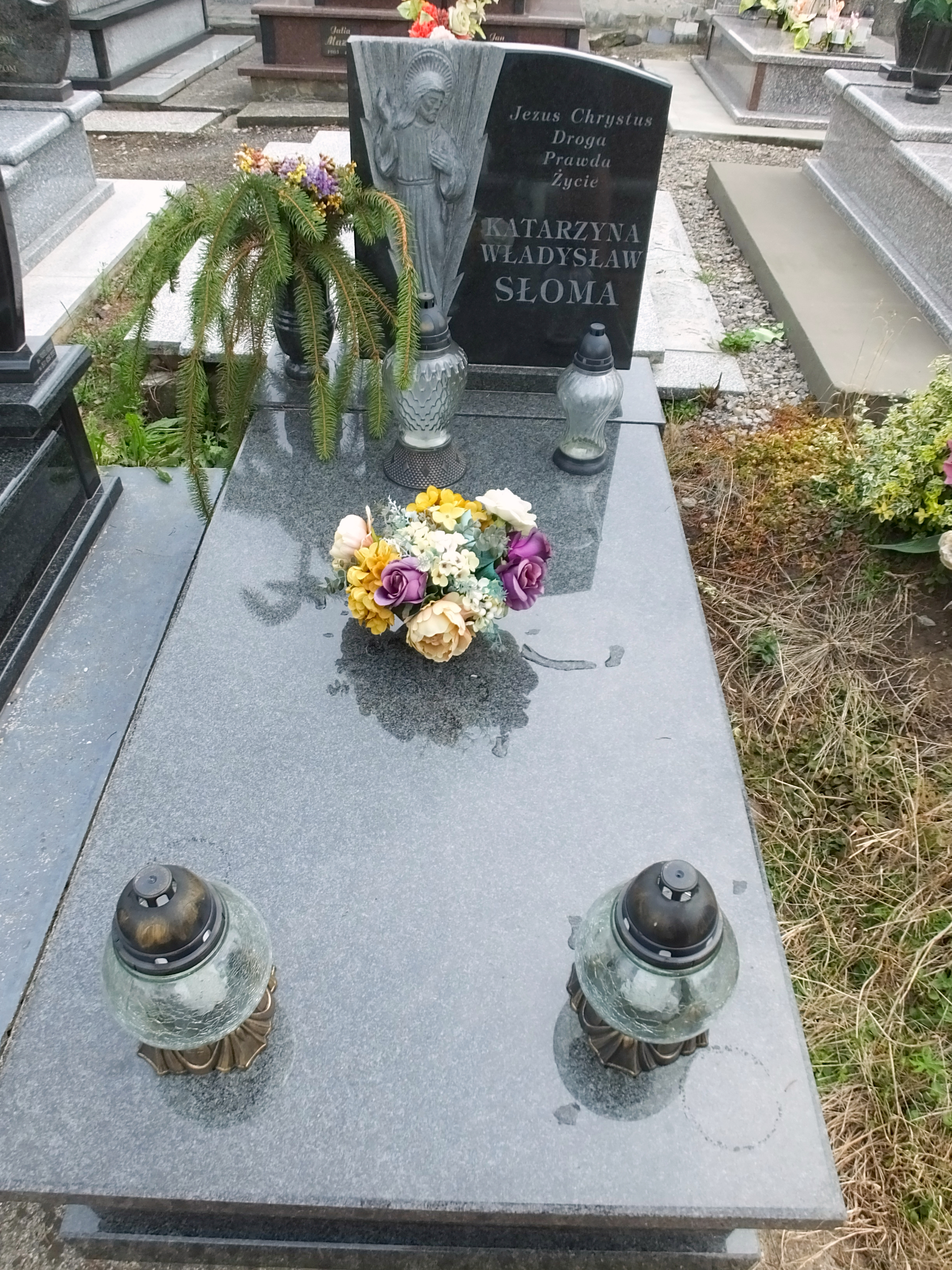
Grób rodziców o. Sławomira na cmentarzu parafialnym w Mirocinie

Urodził się 7 stycznia 1946 r. w Mirocinie jako syn Katarzyny z domu Płoskoń i Władysława Słoma. Na chrzcie św. otrzymał imię Stanisław. Ma siostrę Eugenię oraz brata Henryka – michalitę, misjonarza na Dominikanie. Do Szkoły Podstawowej uczęszczał w Mirocinie. Był w Niższym Seminarium w Jarosławiu. Ostatnie dwie klasy ukończył w Liceum Ogólnokształcącym w Przeworsku. Do Zakonu Kaznodziejskiego wstąpił w 1964 r.
W trakcie studiów filozoficzno-teologicznych został powołany do wojska. W latach 1966–1968 odbył zasadniczą służbę wojskową w 3. kompanii w Bartoszycach. 
Sakrament święceń otrzymał w bazylice św. Trójcy w Krakowie 29 czerwca 1973 r. Po święceniach został skierowany do klasztoru w Tarnobrzegu, gdzie był m.in. katechetą. W latach 1979–1985 prowadził Dominikański Ośrodek Duszpasterstwa Akademickiego przy kościele św. Mikołaja w Gdańsku. 
W sierpniu 1980 r. był obecny pośród strajkujących na Wybrzeżu. Jesienią 1981 r., podczas strajków studenckich, był obecny w Sopocie na Wydziale Prawa Uniwersytetu Gdańskiego i w Akademii Medycznej w Gdańsku, gdzie pełnił posługę duszpasterską. 16 grudnia 1981 r. podczas demonstracji, w pobliżu Pomnika Poległych Stoczniowców, bezpośrednio na środku ulicy, będąc wśród zgromadzonego tłumu i stojąc naprzeciwko szeregów zomowców, odprawił Msze św. na dłoniach studentów:

Msza święta odprawiona przez o. Sławomira Słomę w czasie trwającej demonstracji pod Pomnikiem Stoczniowców (Trzema Krzyżami). Duszpasterz przekazał znak pokoju otaczającym go zomowcom, stojącym w kordonie przed demonstrantami. Miejscem sprawowania mszy był środek ulicy obok Biblioteki Gdańskiej PAN. To za tę odprawioną na ulicy mszę i późniejszą aktywną posługę, często bardzo niekonwencjonalną, otrzymuje reprymendę od ówczesnego biskupa gdańskiego Lecha Kaczmarka.

Z jego inspiracji wydawano pismo duszpasterstwa „Dołek”. Z jego wsparciem i akceptacją literaci zainicjowali swoje spotkania, z których narodził się Akademicki Krąg Literacki „Górka”. Dzięki niemu w stanie wojennym bazylika św. Mikołaja w Gdańsku stała się dla wielu osób i środowisk azylem. Był katalizatorem licznych zjawisk i wydarzeń. Plastycy skupieni wokół niego utworzyli w stanie wojennym środowisko przyszłej Galerii św. Jacka.

Ojciec Sławomir Słoma, dla większości po prostu Sławek. Dominikanin, który zapisał się w wielu ludzkich sercach Trójmiasta. Charyzmatyczny przewodnik, dany wielu na trudne czasy solidarnościowego przełomu i ciemności okresu stanu wojennego. Postać niezmiernie zagadkowa. Fascynująca, chociaż nie narzucająca się zbytnio. Wręcz przeciwnie, unikająca taniego rozgłosu i religijnej tandety. Nazywano go tak po prostu, po imieniu. Zresztą do dzisiaj, w ten bezpośredni sposób, wypowiadają się o nim uczestnicy tamtych wydarzeń, współtworzący dominikańską „Górkę” i duszpasterstwo artystów w latach 1979–1989. (…).

Opieka nad twórcami, literatami gdańskimi – w tamtych czasach – uczyniła go niezłomnym. Podawał siebie, swój czas – jak na otwartej dłoni – jako dar, tym, którzy stali z dala od Kościoła.
W sierpniu 1985 r. na skutek działań Służby Bezpieczeństwa, zakazem pełnienia funkcji duszpasterza i naciskiem biskupa Lecha Kaczmarka wobec prowincjała o. Walentego Potworowskiego w trybie pilnym został przeniesiony do Wrocławia, a następnie do Jarosławia.
W 1986 r. zamieszkał w Tarnobrzegu. W latach 2002 – 2021 pełnił posługę kapelana w Wojewódzkim Szpitalu im. Zofii z Zamoyskich Tarnowskiej w Tarnobrzegu.
W uznaniu zasług dla idei Wolnej i Solidarnej Polski, 10 listopada 2005 r. otrzymał Medal 25 rocznicy Podpisania Porozumień Sierpniowych od prezydenta Gdańska Pawła Adamowicza. Za szczególne zasługi w przywracaniu niepodległości Polski, został odznaczony 3 maja 2009 r., w Sali Senatorskiej Zamku Królewskiego w Warszawie przez prezydenta Lecha Kaczyńskiego Krzyżem Komandorskim Orderu Odrodzenia Polski. 27 października 2016 r. uzyskał stopień podporucznika nadany przez prezydenta Andrzeja Dudę.

## Medale, odznaczenia i awanse
- Medal 25 rocznicy Podpisania Porozumień Sierpniowych (2005)
- Krzyż Komandorski Orderu Odrodzenia Polski (2009)
- Sigillum Civis Virtuti (2014)
- podporucznik (2016)